# Igor Grofelnik
Igor Grofelnik (znan tudi pod  Iggy Rock), slovenski glasbeni menedžer, producent, kitarist, multi-instrumentalist, * 28. oktober 1982.
Svojo prepoznavnost v slovenskem zabavno-glasbenem prostoru je dosegel kot kitarist skupin Alya, Legalo Kriminalo, Peter Lovšin, Noxire ... Je avtor glasbe in besedil, studijski glasbenik in producent, vodi tudi lastno agencijo za glasbeni menedžment, produkcijo in organizacijo.
Nazadnje je kot kitarist spremljal slovensko pop pevko Alyo, vendar je konec leta 2007 sodelovanje prekinil. Na slovensko glasbeno sceno se je vrnil konec leta 2010 kot kitarist nove skupine Ashton's Kitchen.